# Razzia (Band)
Razzia (Eigenschreibweise: RAZZIA) ist eine 1979 in Hamburg gegründete, deutschsprachige Post-Punk-Band.

## Geschichte

### 1979–1992
Die Punkband Razzia wurde Ende 1979 in Hamburg von den Brüdern Andreas Siegler (Gitarre) und Peter Siegler (Schlagzeug) sowie Thomas Harm (Bass) gegründet. Andreas übernahm zunächst den Gesang, wenig später kam Frank Endlich (Gitarre) hinzu sowie als neuer Sänger Rajas Thiele. Nach ersten Auftritten verließ der Bassist die Band 1980 und wurde durch Thorsten Hatje ersetzt. Razzia absolvierte durch Vermittlung der Band Slime u. a. Auftritte auf Festivals in Hannover und Bremen. Im Gegensatz zu Slime waren Razzia jedoch keine rein politisch motivierte Punkband. In den Texten wurden Missstände aller Art oft recht düster und zynisch ausformuliert aufs Korn genommen und dabei von Rajas Thiele in den Anfangsjahren sehr aggressiv umgesetzt.
1981 wurde die Band auf dem Sampler Underground Hits I des Labels Aggressive Rockproduktionen mit zwei Stücken dargestellt und wurde anschließend auch außerhalb Deutschlands bekannt. Nach dem Ausscheiden von Thorsten Hatje übernahm Sören Callsen 1982 den Bass. Es folgte ein Engagement beim Hamburger Label Weird System, welches auch die erste LP der Band „Tag ohne Schatten“ herausbrachte. Die Band absolvierte Auftritte in Schweden, Norwegen, Dänemark, Spanien, Österreich und der Schweiz.
Bei einem Konzert im Ballhaus Tiergarten entstanden 1985 die Aufnahmen für die LP „Los Islas Limonados“. Mit einer musikalisch und textlich neuen Ausrichtung erschien im Jahr 1986 dann das dritte Album „Ausflug mit Franziska“ unter der für Punkbands untypischen Einbeziehung eines Keyboards mit Jan-Friedrich Conrad, der in Folge von Andrea Messerschmidt und Bernhard Waack abgelöst wurde. Waack übernahm später die Gitarre.
Peter Siegler wechselte kurzzeitig zu Destination Zero und wurde währenddessen durch Schlagzeuger Frank, 'Finger' Silberbauer, der von Public Enemy23 kam, später Marcel Zürcher ersetzt, kehrte jedoch bald wieder zurück. 1989 wurde das Album „Menschen zu Wasser“ eingespielt. Dieses entfernte sich musikalisch und auch textlich weiter vom Punk. Frank Endlich verließ einige Zeit nach Erscheinen des Albums die Band. Während der Produktion des Albums „Spuren“ (1991) verließ auch Sören Callsen die Band, wirkte allerdings noch weiter bei der Erstellung von Texten und Bassspuren mit. Sein Nachfolger am Bass wurde Christian Both. Anschließend wurde Bernhard Waack an der Gitarre von Martin Siemßen abgelöst. Es folgte die Veröffentlichung eines Live-Albums, welches 1992 bei einem Konzert in der Hamburger „Fabrik“ aufgezeichnet wurde. Anschließend löste sich die Band zunächst auf.

### 1993–2004
Seit 1993 führten Christian Both, Peter Siegler, Martin Siemßen und Andreas Siegler die Band weiter – allerdings mit stark verändertem Line-up. An die Stelle von Rajas Thiele trat als neuer Sänger Stefan Arndt. Die folgende Tour führte erstmals auch in die neuen Bundesländer. 1995 erschien das Album „Labyrinth“. Arne Brix übernahm das Schlagzeug für Peter Siegler, der eine andere Band gründete. Eine weitere Tour 1996 verlief nicht erfolgreich und nach dem Ausscheiden von Christian Both übernahm Thomas Gerion den Bass. 1999 wurde das Album „Augenzeugenberichte“ veröffentlicht. In einer weiteren Umbesetzung kehrte Peter Siegler zurück und übernahm an Stelle von Martin Siemßen die Gitarre. Eine weitere CD und LP-Produktion „Relativ sicher am Strand“ folgte 2004. Bei einem Unfall hatte sich Andras Siegler mehrere Finger gebrochen und konnte vorerst nicht mehr spielen. Kurze Zeit später verließ Peter Siegler erneut die Band und nach einer weiteren Tour mit einer live-eingespielten CD war die Zusammenarbeit dieser Band-Besetzung beendet.

### Seit 2008
Rajas Thiele, Frank Endlich, Sören Callsen, Bernhard Waack, Peter und Andreas Siegler arbeiteten – auch motiviert durch die Hommage-EP Ausflug mit Razzia von Olli Schulz und der Hund Marie – seit 2008 wieder zusammen und traten u. a. im Ruhrgebiet, Niedersachsen, Hamburg und Berlin auf. Aus gesundheitlichen Gründen wurde Peter Siegler allerdings durch Arne Brix am Schlagzeug ersetzt, der früher bereits mit der Band zusammengearbeitet hatte. Seit 2011 kam es in Zusammenarbeit mit dem Label Colturschock zu einer Neuveröffentlichung der frühen Alben. Außerdem wurden zahlreiche Audio-Kassetten mit bisher unveröffentlichten Titeln von früheren Live-Auftritten und Studio-Aufnahmen digitalisiert.
Nach weiteren Besetzungswechseln – für Arne Brix übernahm 2013 Joachim Bernstorff das Schlagzeug, Peter Siegler übernahm wenig später den Bass für Sören Callsen, Bernhard Waack verließ 2016 die Band – folgte nach mehrjähriger Vorbereitung 2019 die Veröffentlichung des 14 neue Titel umfassenden Albums „Am Rande von Berlin“ bei Major Label, zu welchem auch bislang vier Videos zu den Songs „Am Rande von Berlin“, „Nicht in meinem Namen“, „Straße der Krähen“ und „Wer die Märchenstunde stört“ produziert und veröffentlicht wurden. Das als eher dem Post-Punk zugehörige Album vereinte sowohl bandtypische Punk-Stücke als auch stilistisches Neuland durch den gelegentlichen Einsatz von Keyboards oder das von Friedrich Paravicini eingespielte Cello bei „Berchtesgaden“, „Straße der Krähen“ und „Rezeptur der Angst“. Das Album erhielt in den Fanzines überwiegend positive Kritiken.
Im November 2018 zog sich Andreas Siegler aus gesundheitlichen Gründen vom Konzertbetrieb zurück, seinen Part bei Live-Auftritten übernahm seit Januar 2019 Torsten Becker. In neuer Besetzung begann im März desselben Jahres der erste Teil einer erfolgreichen Promotionstour für das neue Album, die durch verschiedene Städte im Inland führte und deren Fortsetzung für 2020 geplant war.
Am 13. Dezember 2019 starb Torsten Becker.
Bedingt durch die COVID-19-Pandemie und die durch den Tod von Torsten Becker notwendige Nachbesetzung wurden sämtliche für 2020 geplanten Konzerte abgesagt. Peter Siegler musste darüber hinaus aus gesundheitlichen Gründen sein weiteres Engagement Mitte 2020 einstellen. Für ihn übernahm Falko Grau den Bass, der unter anderem bei der Tribute-Band Die Toten Ärzte, bei Girls Under Glass und der Heavy-Metal-Band Stormwarrior tätig ist. Ab Spätsommer 2022 übernahm Mirco Berner den Part als zweiter Gitarrist. Die verschobene Tournee konnte nach Aufhebung der pandemiebedingten Beschränkungen 2023 fortgesetzt werden.

## Diskografie

### Beiträge zu Samplern
- Underground Hits 1 (1981)
- Waterkant Hits (1983)
- Hardcore Power Music PtII (1984)
- Life Is a Joke (1984)
- U-Boats Attack America (1986)
- Danach und Stunden später (1987)
- Paranoia in der Straßenbahn – Punk in Hamburg 1977–83 – „Uns nicht“ (1990)
- Slam Brigade Haifischbar – „An der Grenze“ (1991)
- Nazis raus! – „Fahnensog“ (1991)
- Schlachtrufe BRD 2 – „Fahnensog“ (1992)
- 15 Kiddie Favorites – (1994)
- Alptraummelodie – „Labyrinth“, „Motorengel“ (1994)
- ...Ist es wirklich schon so spät? – „2013 – zurück in die Vergangenheit“ (1994)
- So What?! A Tribute to Anti-Nowhere League – „Out in the Wasteland“ (1996)
- Haste mal ´ne Mark – „Kreuz oder Kopf“ (1996)
- Back to Punk Vol.2 – „Abschaum erwache“ (1997)
- Soundtracks zum Untergang 4 – „Ich lebe diesen Tag“ (1997)
- Haste mal ´ne Mark – Die Zweite – „Unterwegs in Sachen Selbstmord“ (1997)
- Impact Classix Vol. III – „An der See“ (2000)
- Punk Rock BRD 1 – „Schatten über Gerolzhofen“ (2003)
- Partisanen 5 – „Terrorvision“ (2003)
- Schlachtrufe BRD 7 – „Mc War“ (2004)
- Die deutsche Punkinvasion IV – „Kreaturen“ (2004)
- Nikolaus raus Vol. 1 – „Haus in der Sonne“ (2005)
- Punk Rock BRD 3 – „B-Alarm“ (2006)

### Eigene Veröffentlichungen
- Übungsraum Tape (1982)
- Tag ohne Schatten LP/CD (1983)
- Los Islas Limonados 12" (1985)
- Ausflug mit Franziska LP/CD, Label Triton (1986)
- Demo-Tape R.I.A. („Recorded in Action“) (1986)
- Menschen zu Wasser LP/CD (1989)
- Spuren LP/CD, Label Triton (1991)
- Live LP/CD (1993)
- Labyrinth LP/CD, Impact Records (1995)
- Augenzeugenberichte LP/CD, Label Triton (1999)
- Relativ sicher am Strand CD, Impact Records, LP Höhne Records (2004)
- Live (Split mit Der Dicke Polizist) (2004)
- Rest of Vol. 1 (2013)
- Rest of Vol. 2 (2016)
- Am Rande von Berlin DoLP/CD, Major Label (2019)